# Saint Paul Charlestown

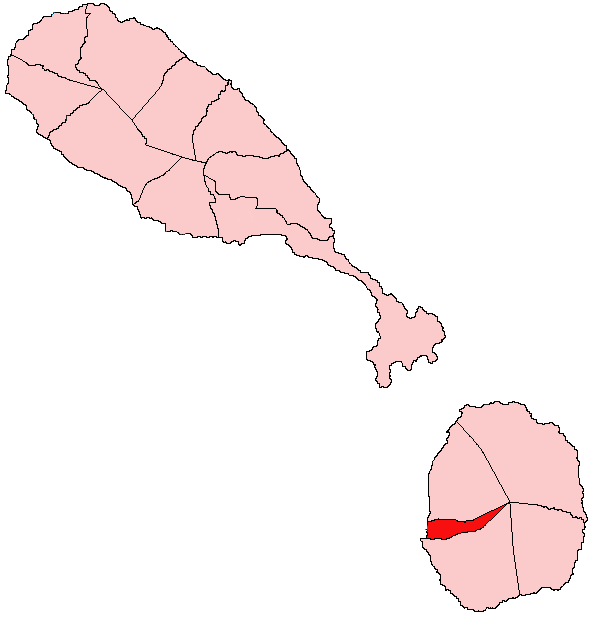

Saint Paul Charlestown – parafia w zachodniej części wyspy Nevis należącej do Saint Kitts i Nevis. Jej stolicą jest Charlestown. Powierzchnia parafii wynosi ok. 4 km², liczy 1820 mieszkańców (2001).